# Proposition 8

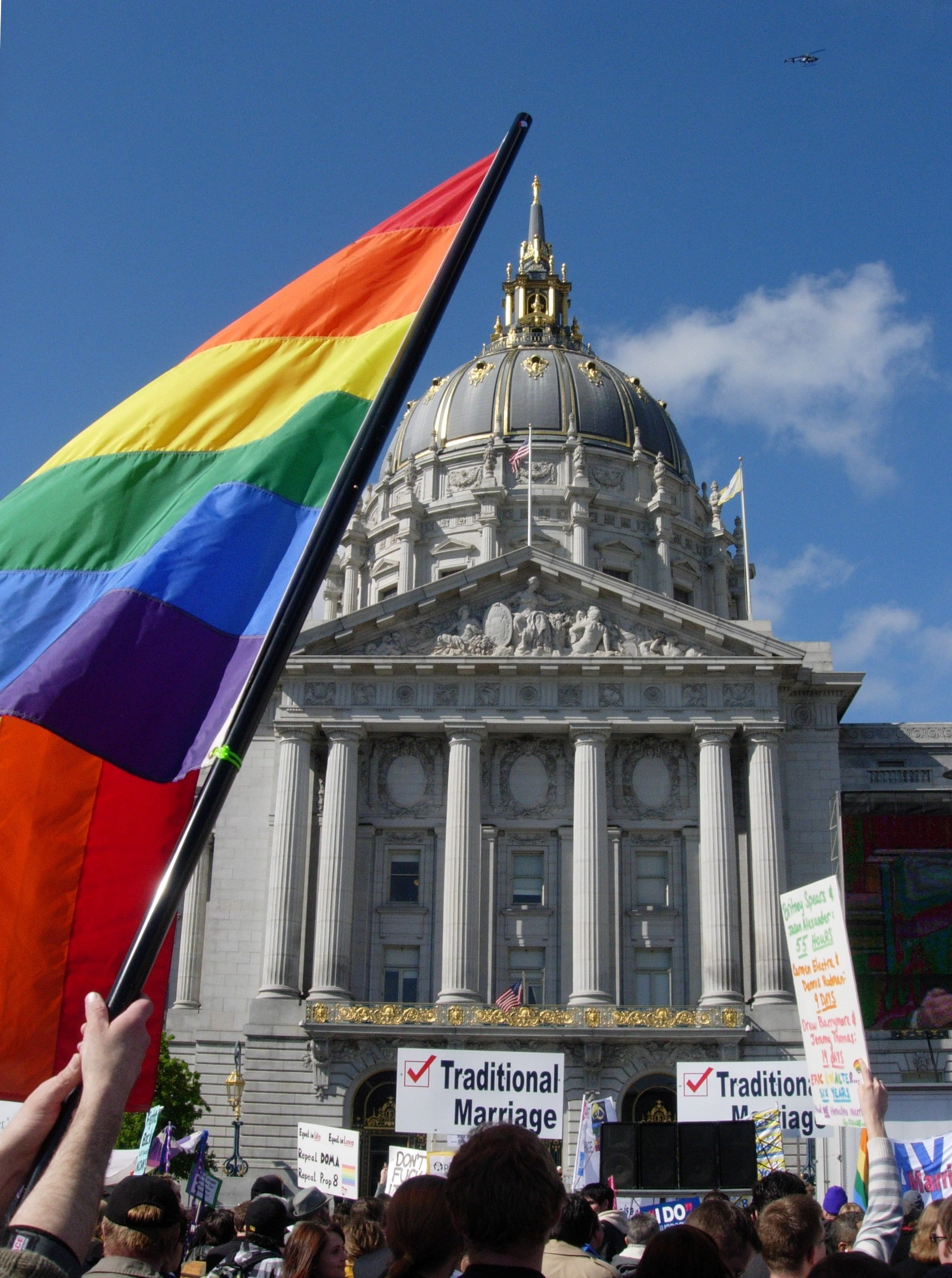
Des militants opposés et des partisans du mariage gay manifestent devant l’hôtel de Ville de San Francisco durant les délibérations de la Cour suprême de Californie en session le 5 mars 2009 pour donner une définition du mariage.

La proposition 8 est un référendum de novembre 2008 visant à interdire le mariage entre personnes de même sexe dans l'État américain de Californie, et inscrit le lendemain de son approbation dans la loi, constituant de fait un amendement de la Constitution de la Californie.   
À cette fin, cette proposition affirme que seul le mariage entre un homme et une femme est reconnu en Californie, et vise à renverser la décision de la Cour suprême de Californie autorisant le mariage entre personnes de même sexe. Approuvée par les électeurs le 4 novembre 2008 avec 52,24 % des suffrages, elle est déclarée non conforme à la Constitution des États-Unis (notamment au XIVe amendement) en août 2010 par le juge fédéral Vaughn Walker (en). Cependant, le mariage entre personnes de même sexe reste suspendu dans l’État, et sa validité à long terme devra vraisemblablement être évaluée par la Cour suprême des États-Unis,. Le 26 juin 2013, la Cour suprême des États-Unis juge que le groupe de défenseurs de la proposition 8 qui porte le dossier n'était pas légalement habilité à le faire et l'annule. La cour d'appel lève donc la suspension, permettant aux mariages de reprendre sans délai en Californie.

## Partisans
Kenneth Starr est l'avocat qui représente le comité ProtectMarriage. L'informaticien Brendan Eich, président de Brave.

## Opposants
Les associations de défense des droits homosexuels et, plus largement, la presque totalité de la population LGBT (lesbienne, gay, bi et transgenre) s'opposent à la proposition. L'avocat Shannon Minter assure leur défense contre Kenneth Starr ; il soutient que les 14 mots de la proposition 8 s'opposent aux droits fondamentaux. Mark Leno, sénateur ouvertement gay de Californie, s'engage personnellement, de même que certaines personnalités tel Sean Penn. De façon générale, la frange progressiste de l'électorat s'y oppose. Le maire de San Francisco déclare : « Depuis sa création au XVIIe siècle, la Constitution de notre pays a été changée dans le but d'ajouter des droits aux citoyens. Mais c'est la première fois que notre Constitution est changée pour enlever des droits. ». Les opposants à la proposition la surnomment « Proposition Hate » (« Proposition de Haine ») ou « Prop hate », en raison de la proximité phonique des mots « Eight » (huit) et « Hate » (la haine).
Outre l'implication des associations, on peut citer l'influence de la production de Hollywood, largement engagée en faveur de la légalisation du mariage entre personnes de même sexe.

## Résultats
La proposition 8 était mise aux voix en même temps que beaucoup d'autres propositions et élections, dont l'élection présidentielle. Une fois adoptée, elle entre en vigueur le lendemain, avant d'être attaquée. Son approbation a pour effet immédiat de modifier la loi californienne concernant le mariage (qui fut ouvert aux couples de même sexe le 17 juin 2008 après décision de la Cour en mai) et d'amener le gouvernement à interdire les mariages homosexuels dans cet État. En pratique, elle a entraîné la suspension des mariages de même sexe, mais elle a été jugée anticonstitutionnelle par la Cour.

## Suites
Les partisans de la proposition 8 veulent obtenir une application rétroactive de la loi, c'est-à-dire faire annuler les quelque 18 000 mariages homosexuels conclus pendant le laps de temps (4 mois et demi) durant lequel ils étaient autorisés.
Or le procureur général de Californie a déposé un recours contre cet amendement, l'estimant incompatible avec un principe plus large affirmé par la Constitution californienne : les droits inaliénables d'une minorité ne peuvent leur être retirés même si la majorité de la population le souhaite.
Après le 4 novembre 2008, la Cour Suprême de la Californie s'interroge : la Prop. 8 est-elle un amendement ou une révision de la constitution et, dans ce cas, viole-t-elle la doctrine de la séparation des pouvoirs ? En effet, la Prop. 8 serait un faux amendement. Peut-on changer la Constitution ou doit-on accepter le droit au mariage de même sexe? La question est posée; le procureur de San Francisco, Dennis Herrera, se montre confiant dans la capacité à étouffer la Prop. 8. Finalement, la Cour a estimé que cet amendement était constitutionnel sur ce point précis, mais a refusé d'invalider les mariages célébrés avant l'adoption de la proposition 8.
Le 4 août 2010, devant les tribunaux fédéraux cette fois, la Cour de San Francisco juge la proposition 8 non conforme à la constitution des États-Unis. Ce jugement fait l'objet d'un appel. Le 26 juin 2013, la Cour Supreme des États-Unis estime que l'appel n'était pas légal.

## Proposition 8 dans les médias
Cette proposition d'initiative populaire controversée, a été traitée dans plusieurs émissions, magazines, films documentaires et même une comédie musicale. Les médias ont beaucoup suivi ce qui est apparenté à un nouveau combat pour les droits civiques. Pour n'en citer que quelques exemples, 8: The Mormon Proposition (en), ou encore Illegal Love, sont deux films documentaires qui traitent du sujet de la Proposition 8.
8: The Mormon Proposition, fait un focus sur l'intervention des Mormons dans la campagne en faveur du mariage. Illegal Love, lui, suit la montée de l'activisme d'importantes figures du mouvement, qui s'organisent, choquées par le vote de la Proposition 8, le même jour que l'élection de Barack Obama.
Dans la fiction, on peut mentionner le film de William Clift, "Et si on se mariait ?" (2012), qui suit un publicitaire gay, Paul, confronté à un client particulier : "La Famille", une organisation qui défend la proposition 8.
En 2011, le scénariste Dustin Lance Black (Harvey Milk), écrit la pièce 8 d'après la transcription du procès Perry v. Brown (2009) qui admet l'inconstitutionnalité de la Proposition 8. Produite à Broadway en 2011 et à Los Angeles en 2012, elle est diffusée gratuitement sur You Tube sur la chaîne de l'American Foundation for Equal Rights. De nombreux acteurs engagés y participent, tels que George Clooney, Martin Sheen, Morgan Freeman, Brad Pitt, Kevin Bacon, Jamie Lee Curtis, John C. Reilly, John Lithgow, Christine Lahti, etc.